# Liber Ágoston
Liber Ágoston (Budapest, 2000 –) magyar színész.

## Életpályája
A budapesti Piarista Gimnáziumban érettségizett. 2019-2024 között a Színház- és Filmművészeti Egyetem hallgatója volt, Novák Eszter és Selmeczi György osztályában. 2024-től szabadúszóként dolgozik.

## Színházi szerepei

### Vígszínház[5]
- Pinokkió (Arlekino)
- A Pál utcai fiúk (Csónakos)
- A dzsungel könyve (Főfarkas)
- Magyar Elektra (Pilades)
- 80 nap alatt a Föld körül (Angol úr, Flanagan, Indiai, Indiai pincér, Káli papja, Egyiptomi, Szolgáló, Artista, Gépész, Speedy, Narrátor)[6]

### Csokonai Színház
- Ördögök[7]

### Örkény Színház
- Liliom[8]

### Egyetemi vizsgaelőadások
- Edward Bond: Kinn vagyunk a vízből, Len, Pete; rendező: Novák Eszter, Porogi Dorka, Koltai M. Gábor, Forgács Péter[9]
- Operettmesék 1-2.

– Ifj. Johann Strauss-Jókai Mór: A cigánybáró, Kar
– Jacques Offenbach: Szép Heléna, Jupiter
– Gilbert-Sullivan: A Mikádó, Nanki-Poo
– Lehár Ferenc: A víg özvegy, Kar
– Ábrahám Pál: Bál a Savoyban, Celestin Fourmint; rendező: Novák Eszter, Porogi Dorka és Forgács Péter
- Jean Genet: A Balkon, A küldött; rendező: Zsótér Sándor
- Racine: Phaedra   Hyppolitos; rendező: Porogi Dorka
- Stephen King-Sas Zoltán: Az, Stanley Uris; rendező: Sas Zoltán
- Cseh Tamás-Bereményi Géza: Frontátvonulás, Vizi Miklós; rendező: Krasznai Vilmos
- Lehel Vilmos: A Spoon River-i holtak, Jack,a hegedűs; rendező: Lehel Vilmos

### Egyéb
1. Barátomhoz – koncertszínházi előadás Arany és Petőfi levelezése alapján, Petőfi Sándor

(MÜPA, rendező: Hégli Dusan)
1. Katona József-Fabacsovics Lili: A Bánk bán per, Ügyvéd, Ottó, II. Endre

(TRIP Hajó, Marczibányi Téri Művelődési Központ, rendező: Magács László)

### Zene klipek
https://www.youtube.com/@hermelin-j4m

## Filmes és televíziós szerepei
- Bolond Istók (2024) ...Istók[10][11]
- Shakespeare 37  (2023)  Hárpiapornó (A makrancos) férfitársaság, Repohár(Windsori víg nők) Fenton, Julius Caesar igaz halála  Marcus,Trebonius veje
- Jövő nyár (2022) ...Milán[12]
- Háttérzene szorongáshoz (2021) ...Gergő
- Takarás (2021)